# Macrolobium talbotii
Macrolobium talbotii là một loài thực vật có hoa trong họ Đậu. Loài này được (Baker f.) Hutch. & Dalziel miêu tả khoa học đầu tiên năm 1928.